# Projektowany rezerwat przyrody Biały Ług

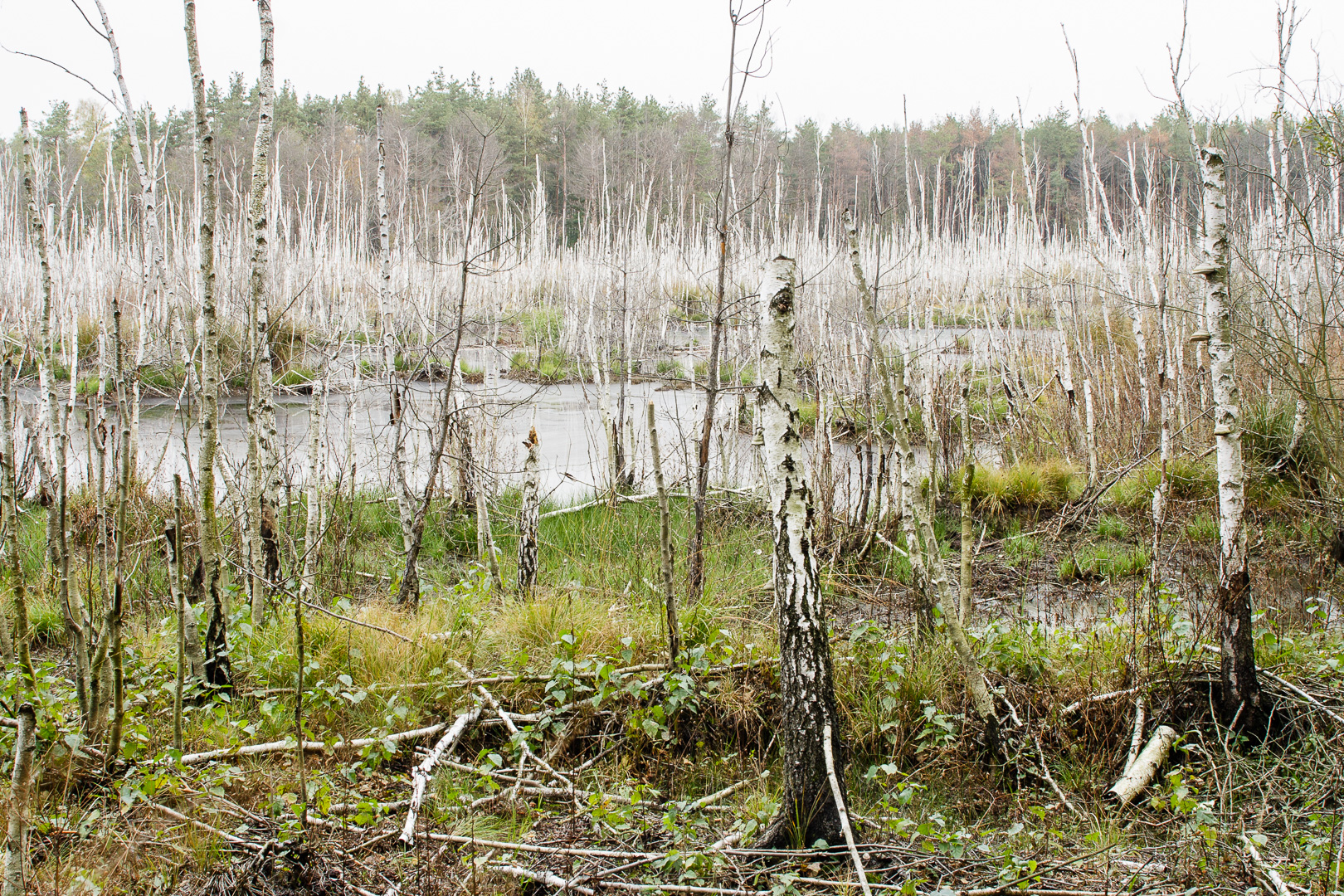
Torfowisko „Biały Ług” na zachód od Góraszki

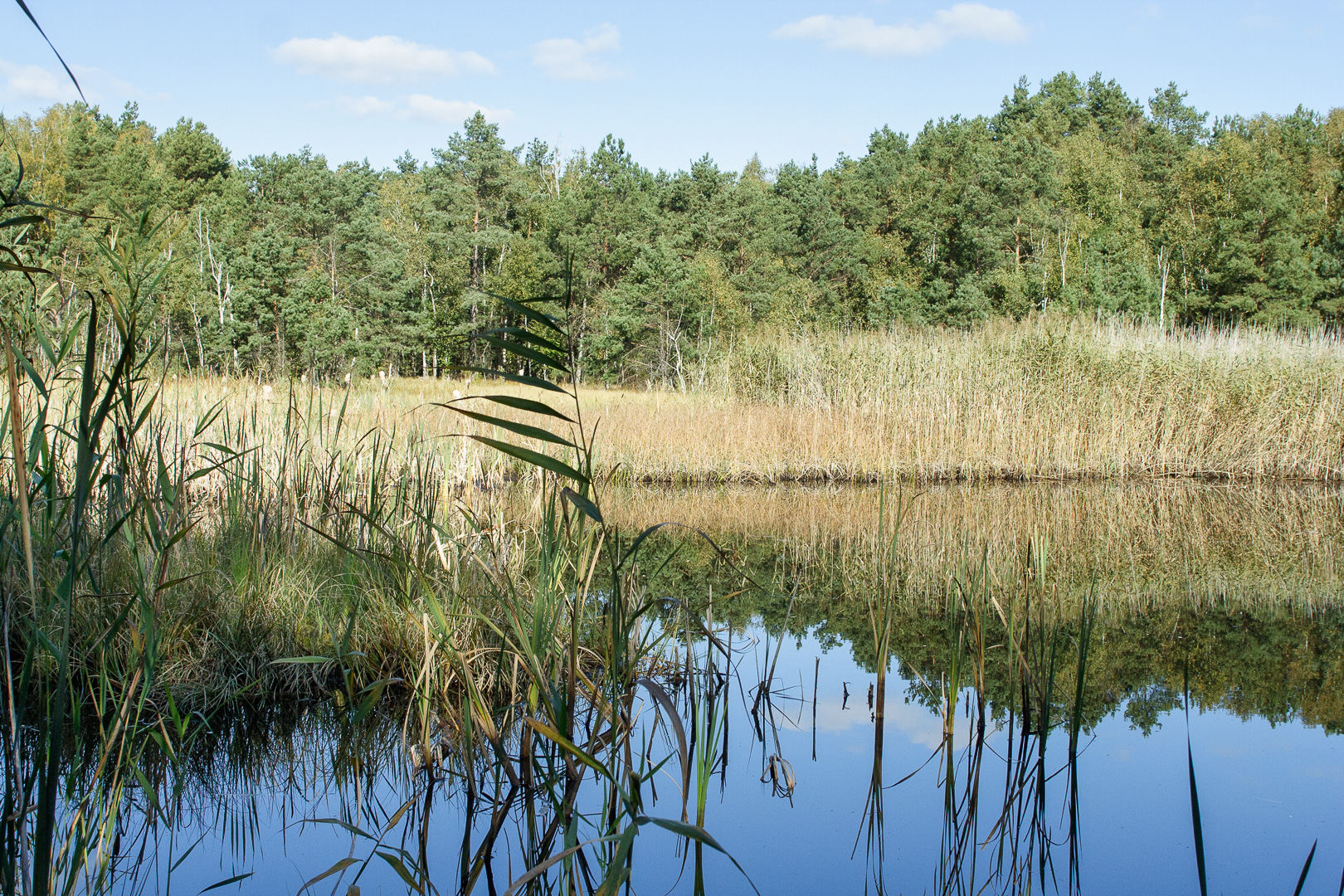
Staw o nazwie „Biały Ług”

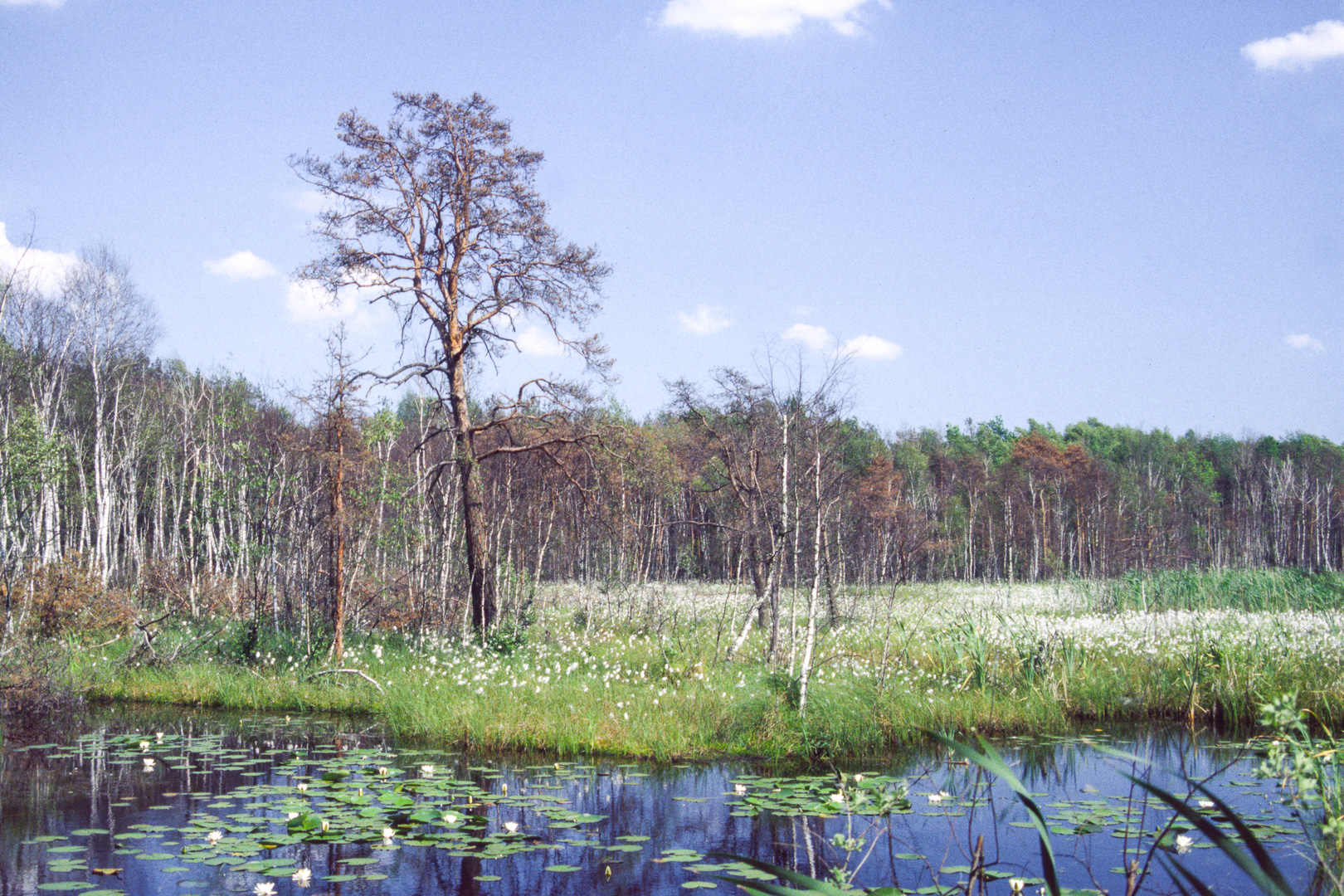
Jezioro Torfy w 1997 roku

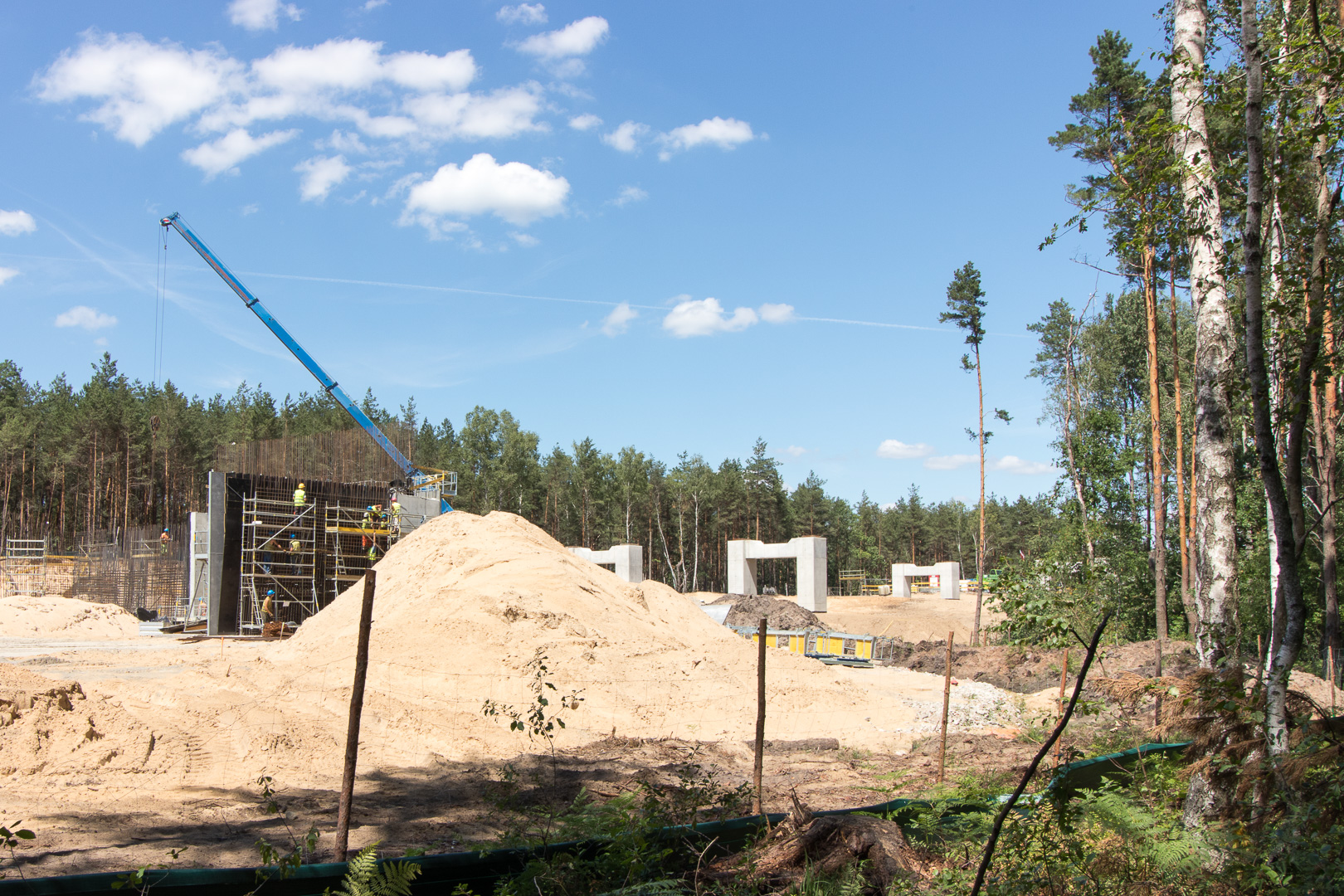
Budowa estakady Południowej Obwodnicy Warszawy (POW) około 100 metrów od jeziora Torfy (lipiec 2018 r.)

Biały Ług – obejmujący torfowiska teren planowanego rezerwatu przyrody o tej nazwie, położony na obszarze MSI Aleksandrów w warszawskiej dzielnicy Wawer oraz częściowo w gminie Wiązowna.

## Położenie i nazewnictwo
Biały Ług jest położony na obszarze MSI Aleksandrów w warszawskiej dzielnicy Wawer oraz częściowo w gminie Wiązowna.
Granice projektowanego rezerwatu przyrody o nazwie „Biały Ług” miałyby obejmować między innymi następujące obiekty:
- Biały Ług[5][6][7][8][9][10][11][d] – torfowisko wysokie w bezodpływowym obniżeniu pomiędzy wydmami[8][9][6][10] na zachód od Góraszki[10]. Południowa, niższa część torfowiska położona jest w granicach Warszawy (w Aleksandrowie)[5], pozostała w gminie Wiązowna[e].
- staw o nazwie „Biały Ług” (52°11′00,708″N 21°14′57,509″E/52,183530 21,249308)[1][11][d]. Aleksandrów.

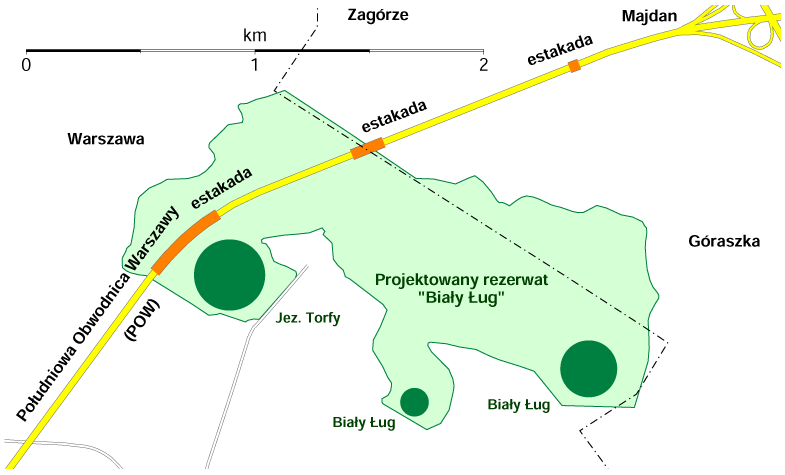
Projektowany rezerwat „Biały Ług” oraz przebieg Południowej Obwodnicy Warszawy (POW) w tym rejonie^{ zaktualiz.}.

- Jezioro Torfy. Aleksandrów.

## Przyroda
Biały Ług obejmuje:
- kilka stawów (jeziorek[13]) (potorfi)[2][13]
- torfowiska wysokie i przejściowe[2][13]
- podmokłe lasy[2][13]
- turzycowiska[2][13]

Na terenie tym znajdują się cenne i chronione siedliska:
- jeziora dystroficzne
- torfowiska przejściowe
- pła mszarne
- sosnowy bór bagienny
- łozowiska

Jeziorka i torfowiska na Białym Ługu są miejscami gniazdowania ptaków wodno-błotnych i rozrodu licznych gatunków płazów. Wśród ptaków występujących tutaj wymieniane są kszyk i śmieszka.
Na Białym Ługu występują rzadkie i chronione gatunki roślin:
- rosiczka okrągłolistna Drosera rotundifolia[2][13]
- kukułka plamista, czyli stoplamek[13] (storczyk[2][13]) plamisty Dactylorhiza maculata[2][13]
- grzybienie białe Nymphaea alba[2][13]
- wąkrota zwyczajna Hydrocotyle vulgaris[13]
- turzyca nitkowata Carex lasiocarpa[13]
- sit drobny Juncus bulbosus[13]
- wątrobowce wodne[13]

## Ochrona przyrody
Biały Ług położony jest na obszarze Mazowieckiego Parku Krajobrazowego.
Od lat planuje się tutaj utworzenie rezerwatu torfowiskowego częściowego.

## Zagrożenia
Obszar projektowanego rezerwatu przyrody „Biały Ług” przecina Południowa Obwodnica Warszawy.
Planuje się włączenie Jeziora Torfy oraz stawu „Biały Ług” w system odbioru nadmiaru wód z Aleksandrowa.

## Rekreacja
Jezioro Torfy i staw Biały Ług mijają:
- szlak rowerowy niebieski , trudny, 22 km, od Anina przez Aleksandrów do Falenicy[17][18].
- szlak rowerowy MTB, czarny , trudny, 27 km, od Międzylesia do Aleksandrowa i z powrotem[19].
- szlak pieszy „Na przedpolach stolicy”, niebieski  (MZ-5079n[20]), 28,5 km, PKS Okuniew – PKP Radość[20][21].

Skrajem torfowiska Biały Ług przebiegają:
- szlak pieszy „Warszawska Obwodnica Turystyczna”, czerwony  (MZ-5070c[22]), 189,6 km, PKP Modlin – PKS Zaborów[22][23][7][g]
- szlak rowerowy MTB, czarny , trudny, 27 km, od Międzylesia do Aleksandrowa i z powrotem[19].
- szlak pieszy „Na przedpolach stolicy”, niebieski  (MZ-5079n[20]), 28,5 km, PKS Okuniew – PKP Radość[20][21][7][g].

## Galeria

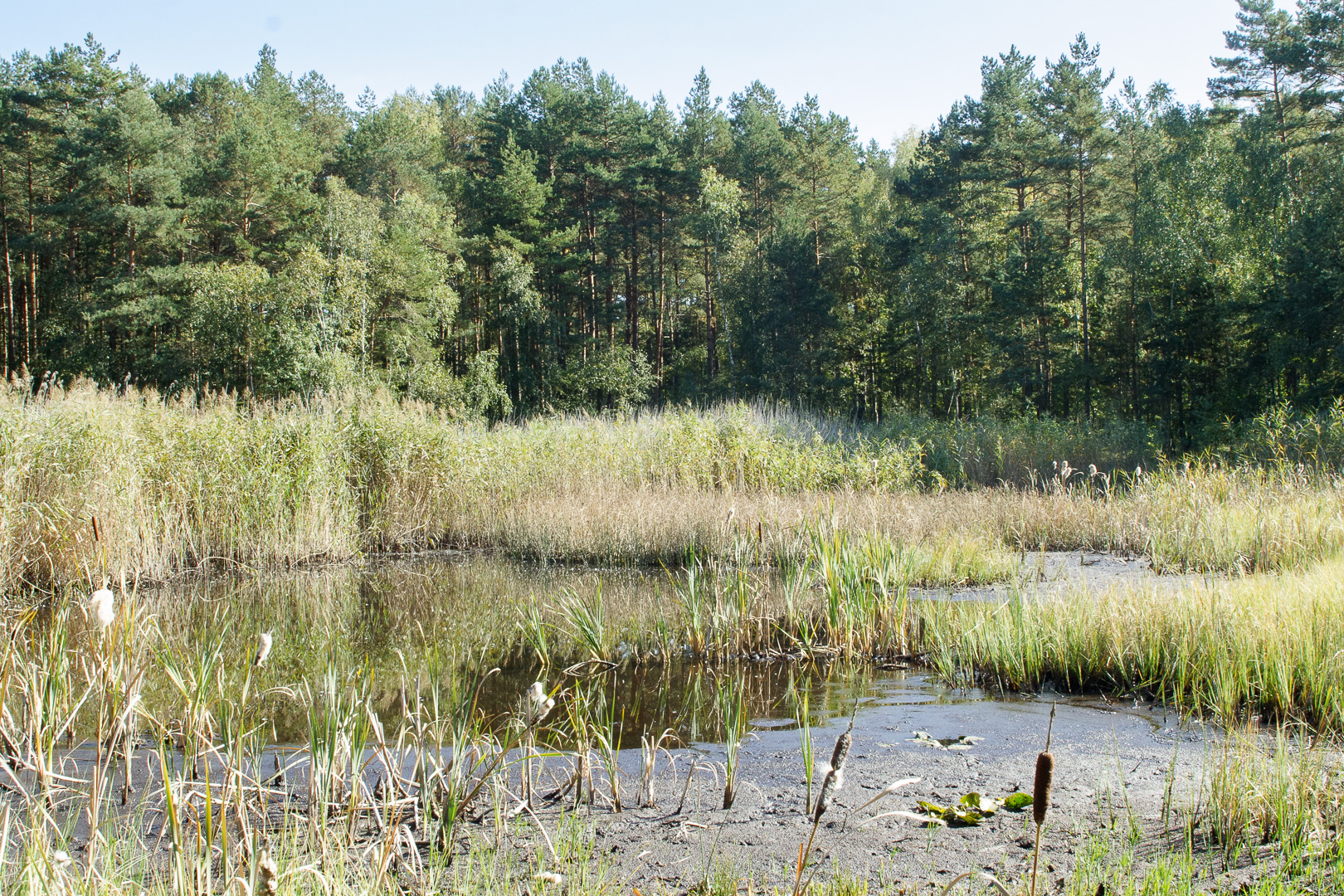
Okolice stawu Biały Ług.
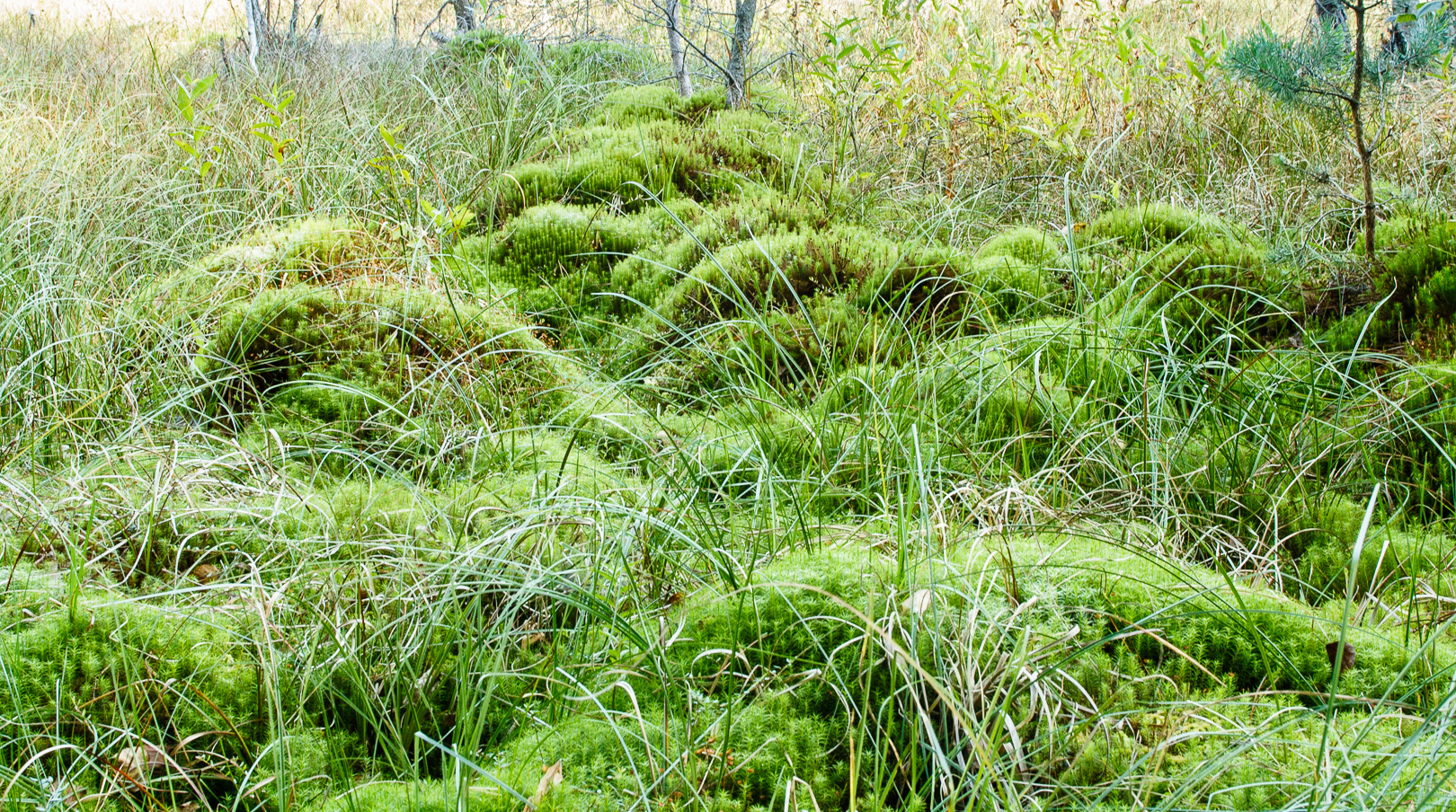
Poduchy mchu płonnika.
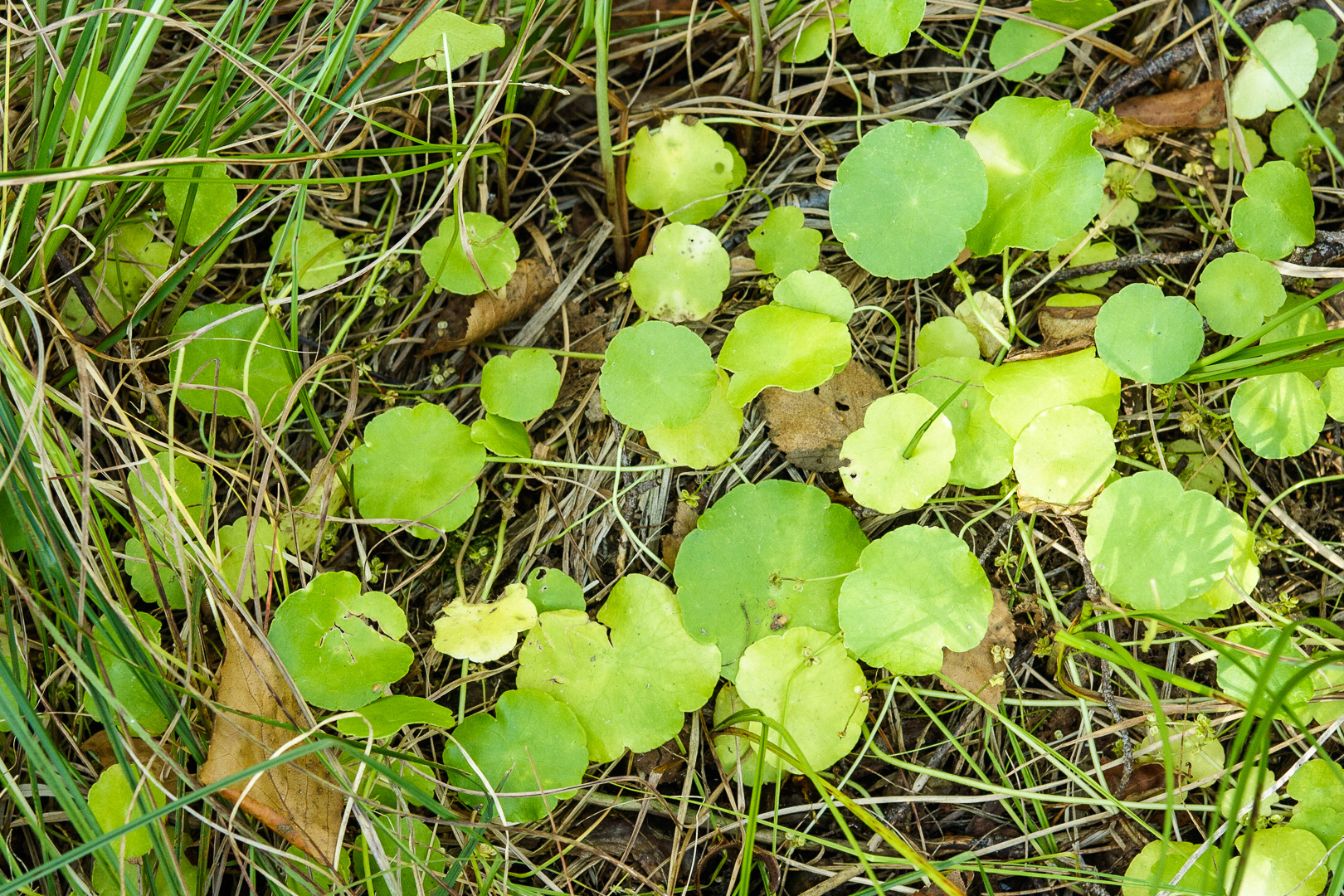
Wąkrota zwyczajna.
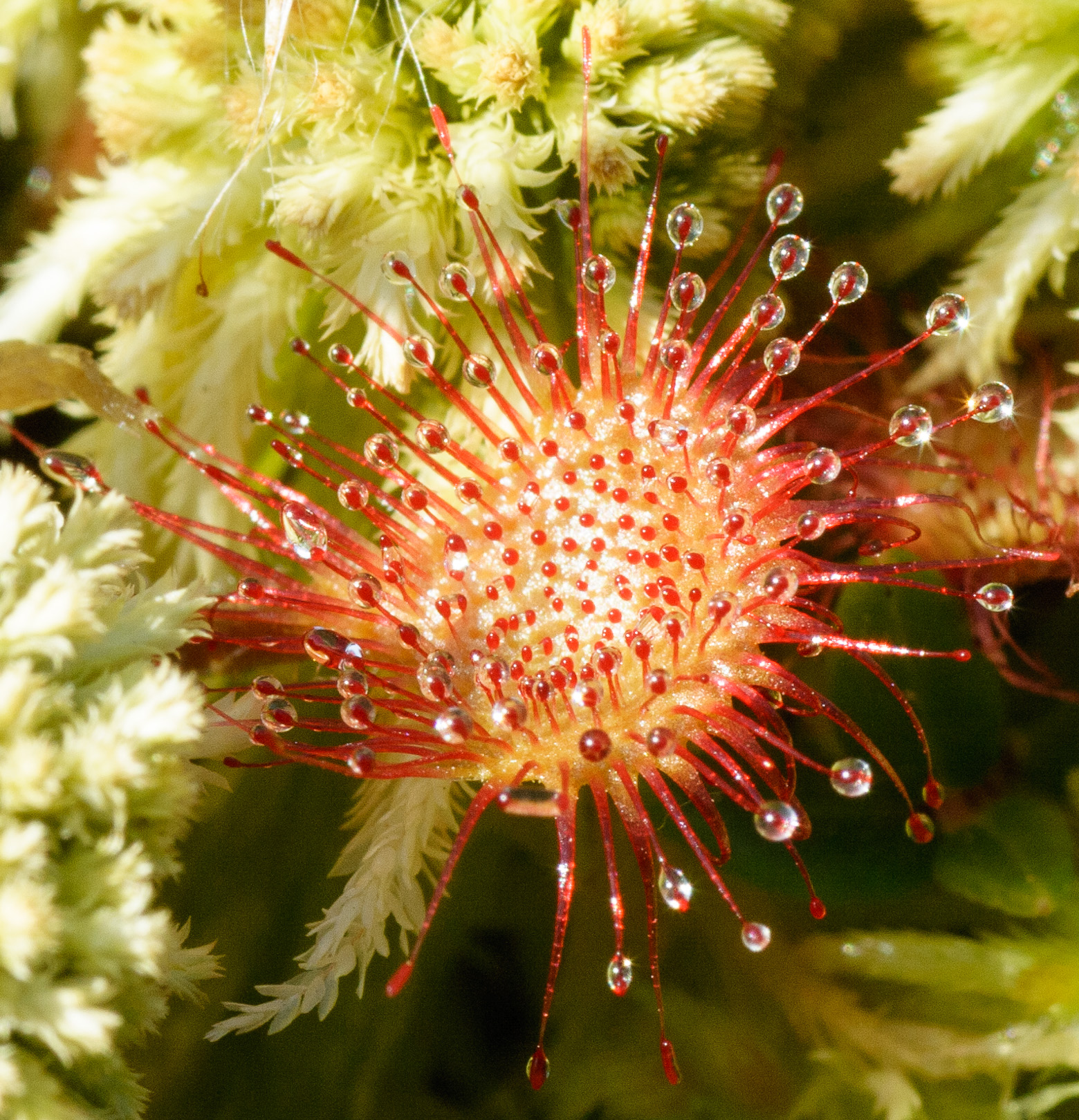
Rosiczka okrągłolistna nad Jeziorem Torfy.